# مورتليانو
مورتليانو، هي بلدة تقع في مقاطعة أوديني في فريولي فينيتسيا جوليا، إيطاليا، على بعد 60 كم شمال غرب تريست وحوالي 14 كم جنوب غرب مركز أوديني.

## السكان
في سنة 1871 بلغ عدد السكان 3٬755 نسمة، وتطور العدد ليصل في سنة 2011 لـ 5٬045 نسمة.
يظهر هذا المخطط البياني تطور النمو السكاني لـ مورتليانو

## المدن التوأم
مورتيليانو توأمة مع:
- أربوريا، إيطاليا.

## أعلام
- إزيو باسكوتي

## روابط خارجية
- Official website
- Aerial photo of Mortegliano